# Messatoporus lissonotus
Messatoporus lissonotus là một loài tò vò trong họ Ichneumonidae.